# Аккламация
Акклама́ция (лат. acclamatio «крик, восклицание») — упрощённый порядок принятия или отклонения какого-либо решения на основе реакции участников, выражаемой в виде аплодисментов, восклицаний, реплик и прочего непосредственного (неформального) изъявления своего мнения.
Иногда принятие решения в порядке аккламации проводится от противного, то есть решение считается принятым, если при обсуждении не высказываются возражения.
Один из ранних примеров применения аккламации для решения вопросов государственной важности — голосование на апелле, народном собрании в древней Спарте.
В древнем Риме впервые законодательное закрепление аккламация получила в связи с изданием закона императора Константина (правившего в 306—337 годах) об «аккламациях» (праве городского населения выражать возгласами одобрение или неодобрение зачитываемых в цирке постановлений властей).

## Религия
В литургическом обиходе христианских церквей аккламацией называется формульный ответ народа на тот или иной возглас или воззвание («Аминь», «Господи, помилуй», «И со духом твоим» и т. п.), в том числе в рамках вступления в начале анафоры.